# 66 d'Andròmeda
66 d'Andròmeda (66 Andromedae) és una estrella de la constel·lació d'Andròmeda. Té una magnitud aparent de 6,16.